# Cyanotis dybowskii
Cyanotis dybowskii là một loài thực vật có hoa trong họ Commelinaceae. Loài này được Hua mô tả khoa học đầu tiên năm 1895.